# Liz Cheneyová
Elizabeth Lynne Cheneyová (nepřechýleně Cheney, * 28. července 1966) je americká právnička a politička. V letech 2017 až 2023 zastupovala ve Sněmovně reprezentantů Spojených států amerických kongresový obvod Wyoming a v letech 2019 až 2021 působila jako předsedkyně republikánského parlamentního klubu House Republican Conference. Cheneyová je známá svou hlasitou opozicí vůči Donaldu Trumpovi. Od března 2023 působí jako profesorka z praxe v Centru pro politiku na 
Virginské univerzitě.
Cheneyová je nejstarší dcerou bývalého viceprezidenta Dicka Cheneyho a druhé dámy Lynne Cheneyové. Za vlády George W. Bushe zastávala několik funkcí na americkém ministerstvu zahraničí. Prosazovala změnu íránského režimu a spolu s Elliottem Abramsem vedla skupinu pro strategii a operace v Íránu a Sýrii. V roce 2009 Cheneyová a Bill Kristol založili neziskovou organizaci Keep America Safe zabývající se otázkami národní bezpečnosti, která prosazovala stanoviska Bushovy a Cheneyho administrativy. V roce 2014 se na krátkou dobu stala kandidátkou do Senátu USA ve Wyomingu, kde vyzvala současného senátora Mikea Enziho a následně odstoupila. V roce 2016 byla zvolena do Sněmovny reprezentantů, kde zastávala stejné místo jako její otec v letech 1979–1989.
Cheneyová je považována za přední ideologickou zastánkyni neokonzervativní tradice Bushe a Cheneyho a také představitelku republikánské strany, která je známá svými postoji ve prospěch ekonomiky a radikálními názory na zahraniční politiku. Kriticky se vyjadřovala k zahraniční politice první vlády Donalda Trumpa, přičemž však vždy hlasovala ve prospěch celkového Trumpova programu.
Po útoku na americký Kapitol v roce 2021 Cheneyová podpořila druhý impeachment Donalda Trumpa. Její hlasování o impeachmentu a kritika Donalda Trumpa vedly v květnu 2021 k jejímu odvolání z čela republikánů. V červenci 2021 předsedkyně Sněmovny reprezentantů Nancy Pelosiová jmenovala Cheneyovou členkou sněmovního výboru pro útok na Kapitol. O dva měsíce později se stala místopředsedkyní výboru. Její působení ve výboru vedlo k tomu, že Republikánská strana Cheneyové v listopadu 2021 zrušila členství.
V roce 2022 Cheneyová v republikánských primárkách ve Wyomingu prohrála s Harriet Hagemanovou, kterou podpořil Trump, a získala pouhých 28,9 % hlasů. Cheneyová prohlásila, že hodlá být „vůdkyní, jedním z vůdců, v úsilí o obnovu“ Republikánské strany. Později podporovala a aktivně se účastnila kampaně Kamaly Harrisové, která neúspěšně kandidovala v prezidentských volbách v roce 2024. V roce 2025 jí byla udělena Prezidentská medaile svobody a prezident Joe Biden ji omilostnil z případných budoucích trestních stíhání.